# Yepcalphis limacodina
Yepcalphis limacodina là một loài bướm đêm trong họ Noctuidae.